# Københavns Politi
Københavns Politi er Danmarks største politikreds målt på befolkning, antal ansatte og antal sager. Sammenlignet med andre politikredse varetager Københavns Politi mange indsatstunge opgaver og meget omfattende efterforskninger.
Politikredsen dækker Københavns, Frederiksberg, Tårnby og Dragør kommuner; et område på ca. 171 km² med godt 690.038 indbyggere.
Københavns Politi beskæftiger omkring 3.300 ansatte på bl.a. Københavns Politigård, Station Bellahøj, i ekspeditionen på Københavns Hovedbanegård samt på lokalpolitistationer på Frederiksberg, på Nørrebro, i Nordvestkvarteret, Tårnby, Valby, Vesterbro og Københavns Lufthavn. Tidligere var der også stationer på Halmtorvet (Station City) og Amager og før det tillige i Store Kongensgade.
Anklagemyndigheden ved Københavns Politi beskæftiger cirka 180 medarbejdere og fører straffesager i Københavns Byret og Retten på Frederiksberg alt efter hvor i kredsen forbrydelsen er begået.
Politikredsen ledes af politidirektør Anne Tønnes, chefpolitiinspektør Jørgen Bergen Skov, chefanklager Ida Sørensen og stabschef Rikke Laulund.

## Kendte tidligere ansatte
- Johan Reimann
- Hanne Bech Hansen
- Per Larsen
- Flemming Steen Munch